# NGC 1040-1
NGC 1040-1 (ook: NGC 1053-1) is een lensvormig sterrenstelsel in het sterrenbeeld Perseus. Het hemelobject werd op 9 december 1871 ontdekt door de Franse astronoom Édouard Jean-Marie Stephan.

## Synoniemen
- PGC 10298
- UGC 2187
- MCG 7-6-60
- ZWG 539.83